# إكسبو 2025
إكسبو 2025 (يُعرف رسميًا باسم 2025年日本国際博覧会) هو معرض إكسبو عالمي يُنظمه ويوافق عليه المكتب الدولي للمعارض (BIE)، ويُقام في أوساكا، اليابان. سيُقام لمدة ستة أشهر من 13 أبريل 2025 إلى 13 أكتوبر 2025. وستكون هذه هي المرة الثانية التي تستضيف فيها أوساكا معرض إكسبو عالمي، بعد أن استضافت سابقًا إكسبو 1970 [الإنجليزية]. سيعود الحدث إلى دورته التقليدية التي تستمر 5 سنوات بعد تأجيل إكسبو 2020 إلى 2021 بسبب جائحة كوفيد-19. ومن المتوقع أن يصل عدد الزوار إلى حوالي 28 مليونًا.

## تقديم العطاءات والاختيار والتصديق على مدينة المعرض

### التصديق
تم تقديم ملف التسجيل لمعرض اليابان الذي يحتوي على خطة مفصلة مع تواريخ التشغيل المقترحة (13 أبريل إلى 13 أكتوبر 2025) وخطط الإرث إلى المكتب الدولي للمعارض للمراجعة.

### المرشحون
في 22 نوفمبر 2016، قدّمت فرنسا ترشيحها إلى المكتب الدولي للمعارض لاستضافة معرض إكسبو العالمي 2025. وقد أطلق هذا التقديم الأول عملية تقديم العروض لهذا المعرض بفتح قائمة المرشحين. وكان أمام جميع الدول الأخرى الراغبة في تنظيم معرض إكسبو العالمي 2025 مهلة حتى 22 مايو 2017 لتقديم عروضها الخاصة، وبعد ذلك بدأت مرحلة دراسة المشاريع.
- باكو، أذربيجان – تقدمت العاصمة الأذربيجانية بطلب الترشح قبل الموعد النهائي[5] تحت شعار «تنمية رأس المال البشري وبناء مستقبل أفضل».
- أوساكا، اليابان – قدمت أوساكا عرضها الرسمي لاستضافة المعرض في 24 أبريل 2017[6] تحت شعار «تصميم مجتمع المستقبل لحياتنا».[7]
- يكاترينبورغ، روسيا – دخلت المدينة الروسية في ترشحها في 22 مايو 2017[8] تحت شعار «تغيير العالم: الابتكارات وحياة أفضل للأجيال القادمة».

### المرشحون المنسحبون
- باريس، فرنسا – فرنسا، التي كانت أول من أعلن ترشحه تحت شعار «مشاركة معرفتنا، ورعاية كوكبنا»، انسحبت من ترشحها في 21 يناير 2018 بسبب المخاوف المالية والعرض الناجح لاستضافة دورة الألعاب الأولمبية الصيفية 2024.[4][9]

### النتائج
أُجري تصويت سري لاختيار الفائز في الجمعية العامة الـ164 لمكتب المعارض الدولي في 23 نوفمبر/تشرين الثاني 2018. وكانت الجولة الأولى من التصويت قد منحت 85 صوتا لأوساكا، و48 صوتا ليكاترينبورغ، و23 صوتا لباكو، وهو ما يعني إقصاء باكو. أسفرت الجولة الثانية من التصويت عن 92 صوتًا لأوساكا و61 صوتًا ليكاترينبورغ. وهذا يجعل معرض إكسبو 2025 المرة الثانية التي تستضيف فيها أوساكا معرضًا عالميًا، بعد معرض إكسبو 1970 ‏.
| المدينة     | البلد    | جولة 1 | جولة 2 |
| ----------- | -------- | ------ | ------ |
| أوساكا      | اليابان  | 85     | 92     |
| يكاترينبورغ | روسيا    | 48     | 61     |
| باكو        | أذربيجان | 23     | -      |

## المواضيع
موضوع المعرض هو «تصميم مجتمع المستقبل لحياتنا»، مع موضوعات فرعية مثل «إنقاذ الأرواح» و«تمكين الأرواح» و«ربط الأرواح». يتضمن موضوع «إنقاذ الأرواح» تطعيمات الأطفال، والصرف الصحي، ونمط الحياة ( النظام الغذائي وممارسة الرياضة )، وإطالة العمر.
المفهوم هو «مختبر المعيشة الشعبية».

## الغرض
سيقام معرض إكسبو 2025 بهدف تحقيق مجتمع يتم فيه تحقيق أهداف التنمية المستدامة للأمم المتحدة—17 هدفًا للتنمية المستدامة تم تحديدها في قمة الأمم المتحدة للتنمية المستدامة التي عقدت في مقر الأمم المتحدة في مدينة نيويورك في سبتمبر 2015. مع تبقي خمس سنوات حتى عام 2030، وهو العام المستهدف لتحقيق أهداف التنمية المستدامة، فإن عام 2025 يشكل عامًا بالغ الأهمية لتسريع الجهود لتحقيقها.
علاوة على ذلك، يهدف إلى التوجه نحو تحقيق الاستراتيجية الوطنية اليابانية: المجتمع 5.0 «المجتمع فائق الذكاء»)، وهو مجتمع، بعد مجتمع المعلومات، والمجتمع الصناعي، والمجتمع الزراعي، ومجتمع الصيد والجمع من قبله، والذي يجلب الرخاء للناس من خلال الاستفادة القصوى من تكنولوجيا المعلومات والاتصالات ودمج الفضاء الإلكتروني والفضاء المادي.

## الموقع
الموقع الرئيسي لمعرض إكسبو 2025 هو منطقة تبلغ مساحتها 155 هكتارًا (383 فدانًا) تقع في جزيرة يوميشيما، كونوهانا-كو، أوساكا. تم تصميم الحلقة الكبرى ‏ من قبل المهندس المعماري الياباني سو فوجيموتو، وتم بناؤها وتحيط بها ثلاث مناطق موضوعية كبيرة مخصصة لموضوعات إكسبو 2025 - التواصل وتمكين وإنقاذ الأرواح. تم بناء البنية التحتية للموقع من قبل شركة أوباياشي وشيميزو وتاكيناكا، وقد اعترفت بها موسوعة غينيس للأرقام القياسية باعتبارها أكبر وأشهر هيكل معماري خشبي في العالم (المساحة المعتمدة: 61035.55 مترًا مربعًا).

### جناح العالم
منطقة حيوية تتجمع فيها المرافق مثل الأجنحة، أبرز ما يميز المعرض. في بافيليون وورلد، سيتم إنشاء شارع رئيسي على شكل حلقة حول المكان، وسيتم تركيب سقف كبير (حلقة) فوقه. سيوفر السقف الكبير الظل والحماية من المطر وسيعمل أيضًا كممر مراقبة من خلال تركيب ممر جوي على السطح. في سبتمبر 2021، اقترحت جمعية أوساكا للأخشاب بناء الحلقة باستخدام الخشب المحلي. وبالإضافة إلى ذلك، سيتم وضع «الغابة الصامتة» في وسط السقف الكبير والأجنحة كمساحة للزوار للاسترخاء.

### عالم الماء
منطقة استرخاء تستفيد من المناظر المائية على الجانب الجنوبي للمكان، وهي مكان يرمز إلى أول معرض بحري في العالم. وبالإضافة إلى احتوائه على مرافق للأطعمة والمشروبات تطل على الواجهة البحرية، سيتم استخدامه أيضًا كمسرح للفعاليات المائية مثل «العرض المذهل للهواء والماء». في المساء، من أعلى حلقة السقف الكبيرة، يمكنك مشاهدة غروب الشمس فوق بحر سيتو الداخلي، والذي تم الإشادة به باعتباره مشهدًا مذهلاً منذ العصور القديمة.

### العالم الأخضر
تقع هذه المساحة الخضراء المفتوحة المطلة على البحر في الجانب الغربي من الموقع. ستضم ساحة خارجية للفعاليات، ومنطقة لأفضل الممارسات، وتجربة تنقل تتيح للزوار تجربة التنقل المتقدم (مثل السيارات الطائرة). كما ستضم محطة حافلات وبوابة غربية.

## التسويق

### الشعار
تم تصميم علامة الشعار المستندة إلى مفهوم «الخلايا» بواسطة فريق إيناري (الذي يمثله قلعة شيمادا) في أوساكا وشركة لاندور أسوشيتس من سان فرانسيسكو، الولايات المتحدة. تم الإعلان عنه في 25 أغسطس 2020، وأصبح موضوعًا ساخنًا على الإنترنت، ويُطلق عليه «بريق الحياة».

### التميمة

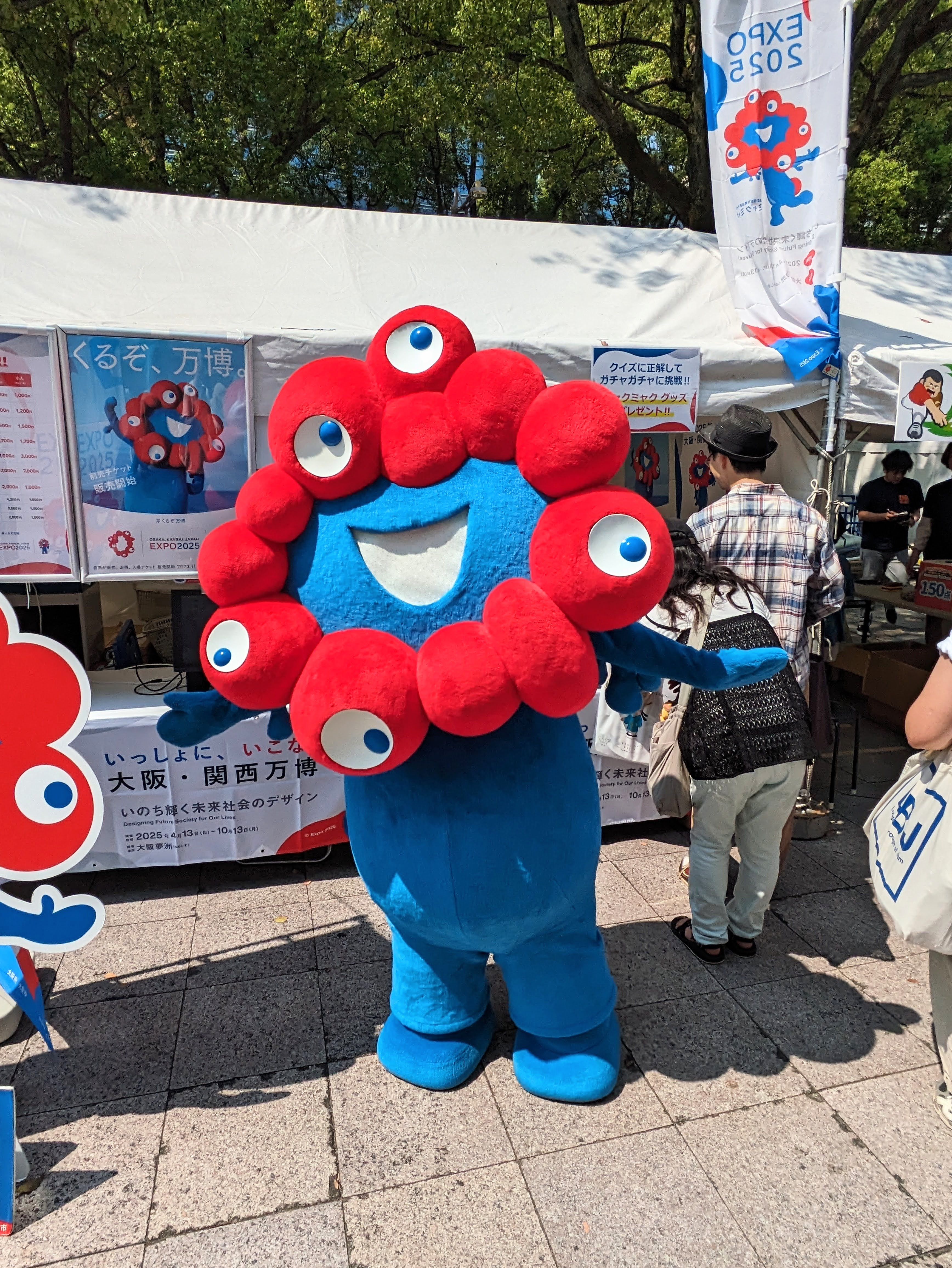
ظهور مياكو مياكو في حدث في ناغويا في سبتمبر 2024

مياكو مياكو (ミャクミャク)، هو التميمة وشخصية يورو التي تمثل إكسبو 2025، وقد صممه رسام كتب الصور وكتب الأطفال كوهي ياماشيتا (جا) وتم تسميته من خلال مسابقة عامة بين المشاركين مييو كاواكاتسو وهيناتا ساكودا في أوائل عام 2022.
بعد عملية اختيار صارمة من بين 33,197 طلبًا مقدمًا، تم اختياره في صباح يوم 18 يوليو 2022، وهو ما يمثل العد التنازلي لـ 1000 يوم قبل الافتتاح، وتم الإعلان عنه في حدث تذكاري أقيم في نفس اليوم. وأوضح رئيس الوزراء فوميو كيشيدا أن اللقب يحمل معنى وراثة التاريخ والتقاليد والثقافة والارتباط بالعالم.

## المواصلات

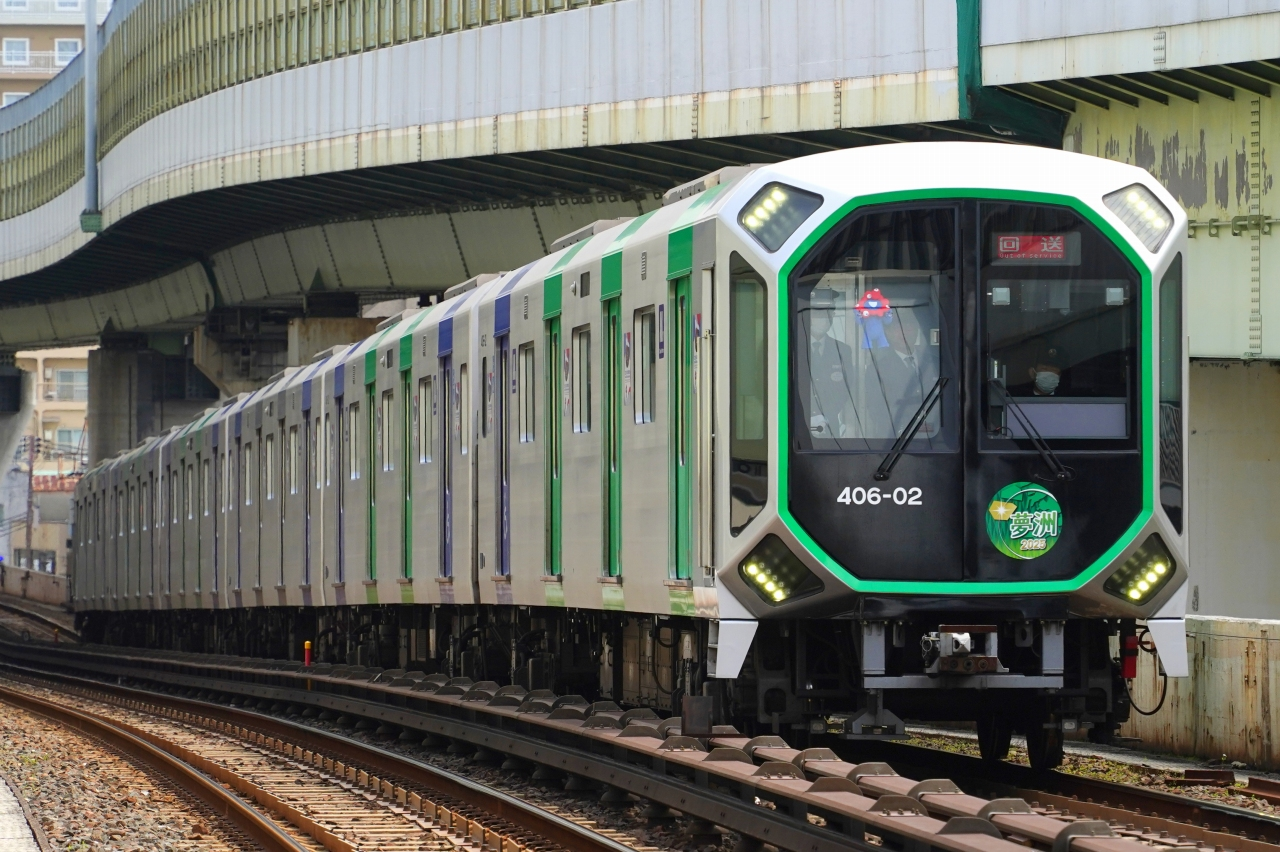
سلسلة مترو أوساكا 400. في أوقات معينة، تستقل الشخصية "مياكو مياكو" القطار أيضًا.

تم إنشاء امتداد بطول 3.2 كم لخط مترو أوساكا تشو من محطته السابقة في محطة كوزموسكوير ‏ باستخدام نفق يوميساكي ‏ إلى محطة يوميشيما ‏، والتي تم افتتاحها في 19 يناير 2025.

## حفل الافتتاح والعمليات
قبل معرض إكسبو 2025، تم بيع حوالي 9.69 مليون تذكرة مسبقة. تم إجراء بروفة لمعرض إكسبو 2025 في الفترة من 4 إلى 6 أبريل، أي قبل أسبوع من الافتتاح. حضر المعرض حوالي 98000 شخص، بما في ذلك أفراد من الشركات العارضة (الذين حضروا في 4 أبريل) وسكان أوساكا والمواطنين الذين تم اختيارهم من خلال الطلبات المسبقة واليانصيب (الذين حضروا في 5 و6 أبريل). تم استضافة معاينة إعلامية في 9 أبريل. أقيم حفل افتتاح معرض إكسبو 2025 في 12 أبريل 2025 في قاعة المعرض «شاين هت» وقاعة المعرض لليوم الوطني «حديقة راي». حضر الحفل رئيس الوزراء شيغيرو إيشيبا، والإمبراطور ناروهيتو، والإمبراطورة ماساكو، وولي العهد أكيشينو، و1300 ممثل من الدول المشاركة. وكان موضوع حفل الافتتاح «إعادة الاتصال: التداول، والتردد، والعودة، والاتصال». بعد أن ألقى ناروهيتو كلمة الافتتاح، قام أكيشينو، الرئيس الفخري للمعرض، «بإجراء افتتاحي» بوضع يده على لوحة التنشيط لافتتاح المعرض.
افتتح معرض إكسبو 2025 رسميًا في اليوم التالي، 13 أبريل. في وقت الافتتاح، كانت ثمانية أجنحة لدول أجنبية غير مكتملة. كانت أعداد الزوار أقل من التوقعات خلال الأسبوع الأول من معرض إكسبو 2025. على الرغم من أنه كان من المتوقع أن يجذب المعرض 28.2 مليون زائر إجمالي (أو 150 ألف زائر يوميًا)، إلا أن الحدث لم يسجل هذا العدد من الزوار في أي يوم خلال أسبوع افتتاحه. سجل معرض إكسبو 2025 مليون زائر بعد 10 أيام من افتتاح المعرض، في 23 أبريل.

## المشاركون

### البلدان
| - Algeria - Angola - Antigua and Barbuda - Armenia - Australia - Austria - Azerbaijan - Bahrain - Bangladesh - Barbados - Belgium - Belize - Benin - Bhutan - Bolivia - Brazil - Brunei - Bulgaria - Burkina Faso - Burundi - Cabo Verde - Cambodia - Cameroon - Canada - Central African Republic - تشاد - Chile - الصين - Colombia - Comoros - Côte d'Ivoire - Croatia | - Cuba - Czechia - DR Congo - Denmark - Djibouti - Dominican Republic - Egypt - Equatorial Guinea - Eswatini - Ethiopia - Fiji - Finland - France - Gabon - Gambia - Germany - Ghana - غرينادا - Guatemala - Guinea - Guinea-Bissau - Guyana - Haiti - Honduras - Hungary - Iceland - India - Indonesia - جمهورية أيرلندا - إسرائيل - إيطاليا - Jamaica | - اليابان - الأردن - Kazakhstan - كينيا - South Korea - Kosovo - Kuwait - Kyrgyzstan - Laos - Latvia - Lesotho - Liberia - Lithuania - Luxembourg - Madagascar - Malawi - Malaysia - Mali - Malta - Marshall Islands - Mauritania - Mauritius - Micronesia - Moldova - Monaco - Mongolia - Montenegro - Mozambique - Nauru - Nepal - Netherlands - Nigeria | - North Macedonia - Norway - Oman - Pakistan - Palau - Palestine - Panama - Papua New Guinea - Paraguay - Peru - Philippines - Poland - Portugal - Qatar - Romania - Rwanda - Saint Kitts and Nevis - Saint Lucia - Saint Vincent and the Grenadines - Samoa - San Marino - São Tomé and Príncipe - Saudi Arabia - Senegal - Serbia - Seychelles - Sierra Leone - Singapore - سلوفاكيا - سلوفينيا - Solomon Islands - Somalia | - South Sudan - Spain - Sri Lanka - Sudan - Suriname - Sweden - Switzerland - تايوان (عالم التكنولوجيا) - Tajikistan - Tanzania - Thailand - Timor-Leste - Togo - Tonga - Trinidad and Tobago - Tunisia - Türkiye - Turkmenistan - Tuvalu - Uganda - أوكرانيا - United Arab Emirates - United Kingdom - United States - Uruguay - Uzbekistan - Vanuatu - Vatican - Vietnam - Yemen - Zambia - Zimbabwe |

### الدول المنسحبة (مع تواريخ الانسحاب)
- أفغانستان (1 نوفمبر 2024)
- Argentina (18 يونيو 2024)[56]
- Botswana (27 ديسمبر 2024)[57]
- السلفادور (27 ديسمبر 2024)[57]
- Estonia (14 نوفمبر 2023)[58]
- Greece (29 نوفمبر 2024)[59]
- إيران (27 ديسمبر 2024)[57]
- Mexico (14 نوفمبر 2023)[58]
- Niger (1 نوفمبر 2024)
- Niue (18 يونيو 2024)
- Russia (28 نوفمبر 2023)[60]
- جنوب إفريقيا (27 ديسمبر 2024)[57]

### المنظمات الدولية
- أسيان[54]
- الاتحاد الأوروبي[54]
- الحركة الدولية للصليب الأحمر والهلال الأحمر[54]
- التحالف الدولي للطاقة الشمسية[54]
- المركز الدولي للعلوم والتكنولوجيا [الإنجليزية][54]
- المفاعل النووي الحراري التجريبي الدولي[54]
- الأمم المتحدة[54]

### المنظمات الدولية المنسحبة
- African Union
- منتدى جزر المحيط الهادئ

## الأجنحة
يقام المعرض على جزيرة اصطناعية تسمى يوميشيما، تقع في خليج أوساكا، مع إطلالة على بحر سيتو الداخلي. تقع منطقة الجناح في وسط المعرض، مع المياه في الجزء الجنوبي والخضرة في الجزء الغربي من المعرض. ستشارك الدول التالية بأجنحة في المعرض:

#### أجنحة مبنية ذاتيًا (النوع أ)
- أنغولا
- أستراليا
- النمسا
- أذربيجان[62]
- البحرين[63]
- بلجيكا
- البرازيل
- بلغاريا
- كندا
- الصين
- كولومبيا
- جمهورية التشيك
- فرنسا
- ألمانيا
- المجر
- الهند
- إندونيسيا[64]
- أيرلندا
- إيطاليا
  -  الكرسي الرسولي
- الكويت
- لوكسمبورغ
- ماليزيا[65]
- مالطا
- موناكو
- نيبال
- هولندا
- جناح نورديك
  -  الدنمارك
  -  فنلندا
  -  آيسلندا
  -  النرويج
  -  السويد
- عمان[66]
- الفلبين
- بولندا
- البرتغال
- قطر[67]
- رومانيا
- السعودية[68]
- صربيا
- سنغافورة[69]
- كوريا الجنوبية
- إسبانيا
- سويسرا
- تايوان (عالم التكنولوجيا)[70]
- تايلاند
- تركيا[71]
- تركمانستان[72]
- الإمارات العربية المتحدة[73]
- المملكة المتحدة[74]
- الولايات المتحدة[75]
- أوزبكستان[76]

#### أجنحة صغيرة (النوع ب)
- الجزائر
- Baltics:  لاتفيا  ليتوانيا
- بنغلاديش
- كمبوديا
- Chile
- مصر
- European Union
- IFRC
- الأردن
- موزمبيق
- بيرو
- السنغال
- تونس
- United Nations
- فيتنام

#### أجنحة كومنز أ
- باربادوس
- بوليفيا
- بوروندي
- جزر القمر
- إسواتيني
- غانا
- غرينادا
- غينيا بيساو
- كينيا
- كوسوفو
- قرغيزستان
- مالاوي
- موريشيوس
- مقدونيا الشمالية
- بالاو
- بابوا غينيا الجديدة
- رواندا
- سانت كيتس ونيفيس
- سانت لوسيا
- ساموا
- سيشل
- جزر سليمان
- سريلانكا
- سورينام
- تونغا
- ترينيداد وتوباغو
- أوغندا
- فانواتو
- اليمن

#### أجنحة كومنز ب
- بنين
- جمهورية إفريقيا الوسطى
- جيبوتي
- جمهورية الدومينيكان
- إثيوبيا
- فيجي
- غامبيا
- غيانا
- هايتي
- ساحل العاج
- جامايكا
- ليسوتو
- موريتانيا
- ميكرونيسيا
- ناورو
- باراغواي
- سانت فينسنت والغرينادين
- الصومال
- تنزانيا
- تيمور الشرقية
- توفالو
- زامبيا
- زيمبابوي
- أصغر جناح في كومنز ب
  -  الرأس الأخضر
  -  تشاد
  -  سيراليون

#### أجنحة كومنز ج
- كرواتيا
- الغابون
- غواتيمالا
- إسرائيل
- الجبل الأسود
- بنما
- سان مارينو
- سلوفاكيا
- سلوفينيا
- أوكرانيا
- الأوروغواي

#### أجنحة كومنز د
- أنتيغوا وباربودا
- بليز
- بوتان
- بوركينا فاسو
- الكاميرون
- كوبا
- جمهورية الكونغو الديمقراطية
- غينيا الاستوائية
- غينيا
- هندوراس
- لاوس
- ليبيريا
- مدغشقر
- مالي
- جزر مارشال
- مولدوفا
- منغوليا
- نيجيريا
- باكستان
- فلسطين
- ساو تومي وبرينسيب
- جنوب السودان
- السودان
- طاجيكستان
- توغو

#### أجنحة كومنز هـ
- أرمينيا
- بروناي
- كازاخستان

### الأجنحة المحلية
- جناح اليابان
- جناح المرأة بالتعاون مع كارتييه
- جناح أوساكا للرعاية الصحية
- جناح كانساي

### أجنحة القطاع الخاص
- جناح الطاقة الكهربائية
- جناح الغاز أوبيك وندرلاند
- كاندام نيكست فيوتشر بافيليون
- الجناح المشترك لمجموعة إيدا وجامعة أوساكا متروبوليتان
- جناح ميتسوبيشي
- جناح إن تي تي
- جناح آو آر إيه جايشوكو
- جناح مجموعة باناسونيك
- جناح باسونا
- جناح مجموعة سوميتومو
- جناح يوشيموتو
- قبة زيري اليابان للمحيط الأزرق

### الأجنحة المميزة
- التعايش المشترك الأفضل – هيرواكي مياتا
- مستقبل الحياة – هيروشي إيشيغورو
- ملعب الحياة: جناح قنديل البحر – ساشيكو ناكاجيما
- نل^2 – يويتشي أوتشياي
- التوازن الديناميكي للحياة – شينيتشي فوكوكا
- رحلة الأرض الحية – شوجي كاواموري
- إيرث مارت – كوندو كوياما
- مسرح الحوار – نعومي كاواسي

## معرض الصور
- جناح كندا
- أجنحة كومنز أ
- جناح فرنسا
- جناح كوريا[77]
- جناح الفلبين
- جناح النساء (المهندس المعماري: يوكو ناجاياما)

## المخرجين
تم الإعلان عن مديري المعرض في 23 مايو 2019، وهم هيرويوكي إيكيدا، وكينغو ساكورادا، وهيروفومي يوشيمورا (حاكم أوساكا)، وإيتشيرو ماتسوي (عمدة أوساكا)، مع هيرويوكي إيشيغي كأمين عام، وهيرويوكي تاكيوتشي وماناتسو إيشينوكي كنائبين للأمين العام.
الرئيس الحالي والمدير التمثيلي لجمعية اليابان لمعرض إكسبو العالمي 2025 هو ماساكازو توكورا، رئيس اتحاد الأعمال الياباني. يشغل منصب رئيس مجلس الإدارة والمدير التمثيلي لجمعية اليابان لمعرض إكسبو العالمي 2025 منذ يونيو 2021.